# Мадера (Охајо)
Мадера (енгл. Madeira) град је у америчкој савезној држави Охајо.

## Демографија
По попису из 2010. године број становника је 8.726, што је 197 (-2,2%) становника мање него 2000. године.
| Група             | 2000.         | 2010.         |
| Белци             | 8.491 (95,2%) | 7.950 (91,1%) |
| Афроамериканци    | 115 (1,3%)    | 222 (2,5%)    |
| Азијати           | 169 (1,9%)    | 244 (2,8%)    |
| Хиспаноамериканци | 69 (0,8%)     | 198 (2,3%)    |
| Укупно            | 8.923         | 8.726         |